# Beauvoir (Manche)
Beauvoir ist eine französische Gemeinde mit 435 Einwohnern (Stand: 1. Januar 2022) im Département Manche in der Region Normandie. Sie gehört zum Kanton Pontorson und zum Arrondissement Avranches. 

## Geografie
Der Couesnon tangiert den Dorfkern auf dessen westlicher Seite. Der Kern der nördlich gelegenen Nachbargemeinde Le Mont-Saint-Michel liegt auf einer Insel der Baie du Mont-Saint-Michel, einer Bucht des Ärmelkanals. Le Mont-Saint-Michel enthält auch eine Enklave auf dem Festland, die wie Beauvoir landwirtschaftlich geprägt ist. 
Nachbargemeinden von Beauvoir auf dem Festland sind 
- Roz-sur-Couesnon im Nordwesten,
- Le Mont-Saint-Michel im Norden,
- Pontorson mit den Weilern Ardevon im Osten, Les Pas im Südosten und Moidrey im Süden, die mit Wirkung vom 1. Januar 1973 ins damalige Pontorson eingemeindet wurden,
- Saint-Georges-de-Gréhaigne im Südwesten.

## Bevölkerungsentwicklung
| Jahr      | 1962 | 1968 | 1975 | 1982 | 1990 | 1999 | 2008 | 2018 |
| --------- | ---- | ---- | ---- | ---- | ---- | ---- | ---- | ---- |
| Einwohner | 469  | 433  | 411  | 420  | 426  | 427  | 419  | 428  |

## Sehenswürdigkeiten
- Kriegerdenkmal
- Kirche Notre-Dame-de-la-Paix

### Tierpark
Ein Jean-Pierre Macé ließ in Beauvoir an der Hauptstraße nach Le Mont-Saint-Michel einen Tierpark anlegen. Am 14. Juli 1994 wurde die Anlage unter dem Namen Alligator Bay eröffnet. Seither kann man dort eine wachsende Sammlung verschiedener Tierarten sehen.

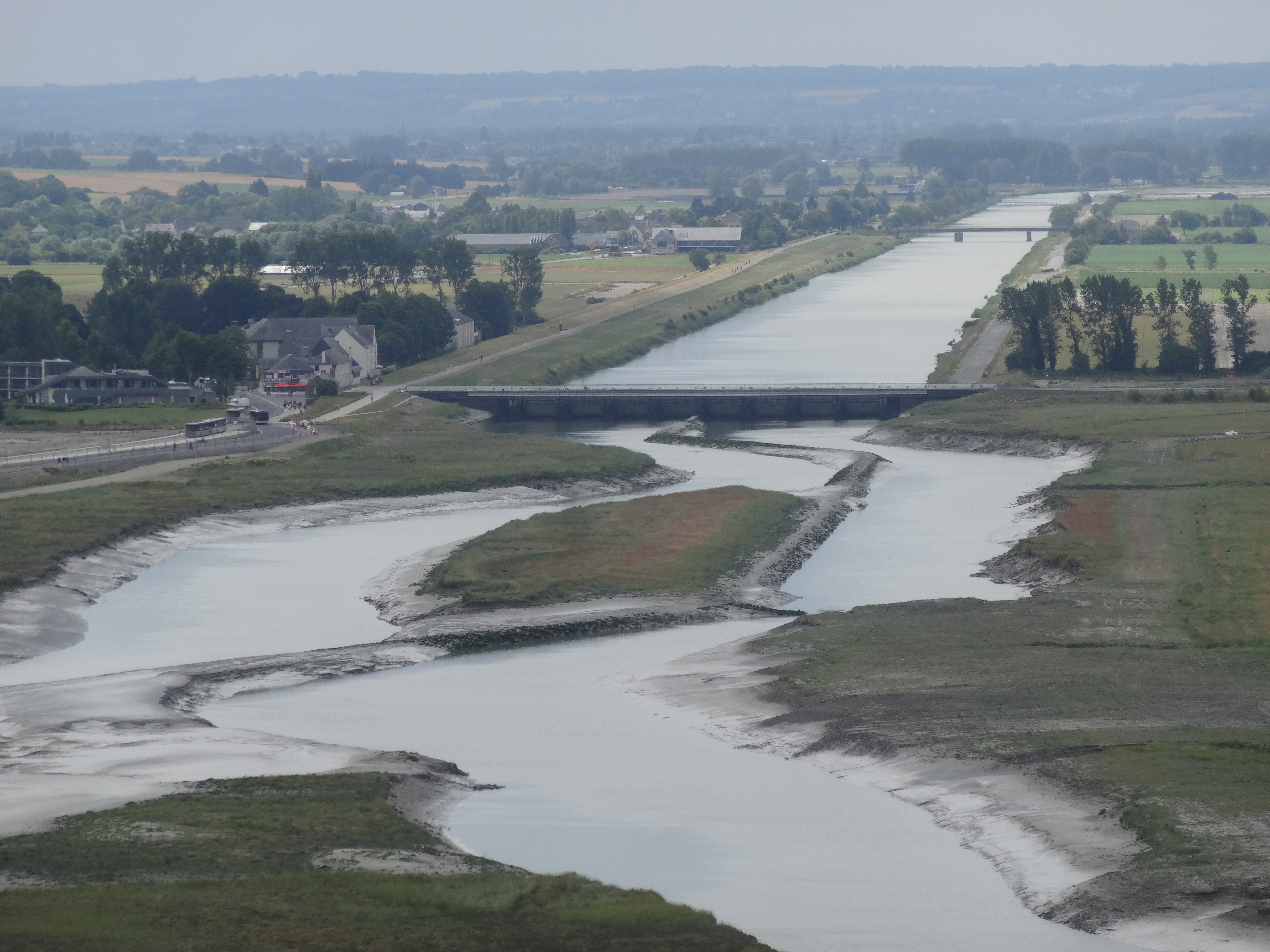
Stauwehr an der Mündung des Couesnon
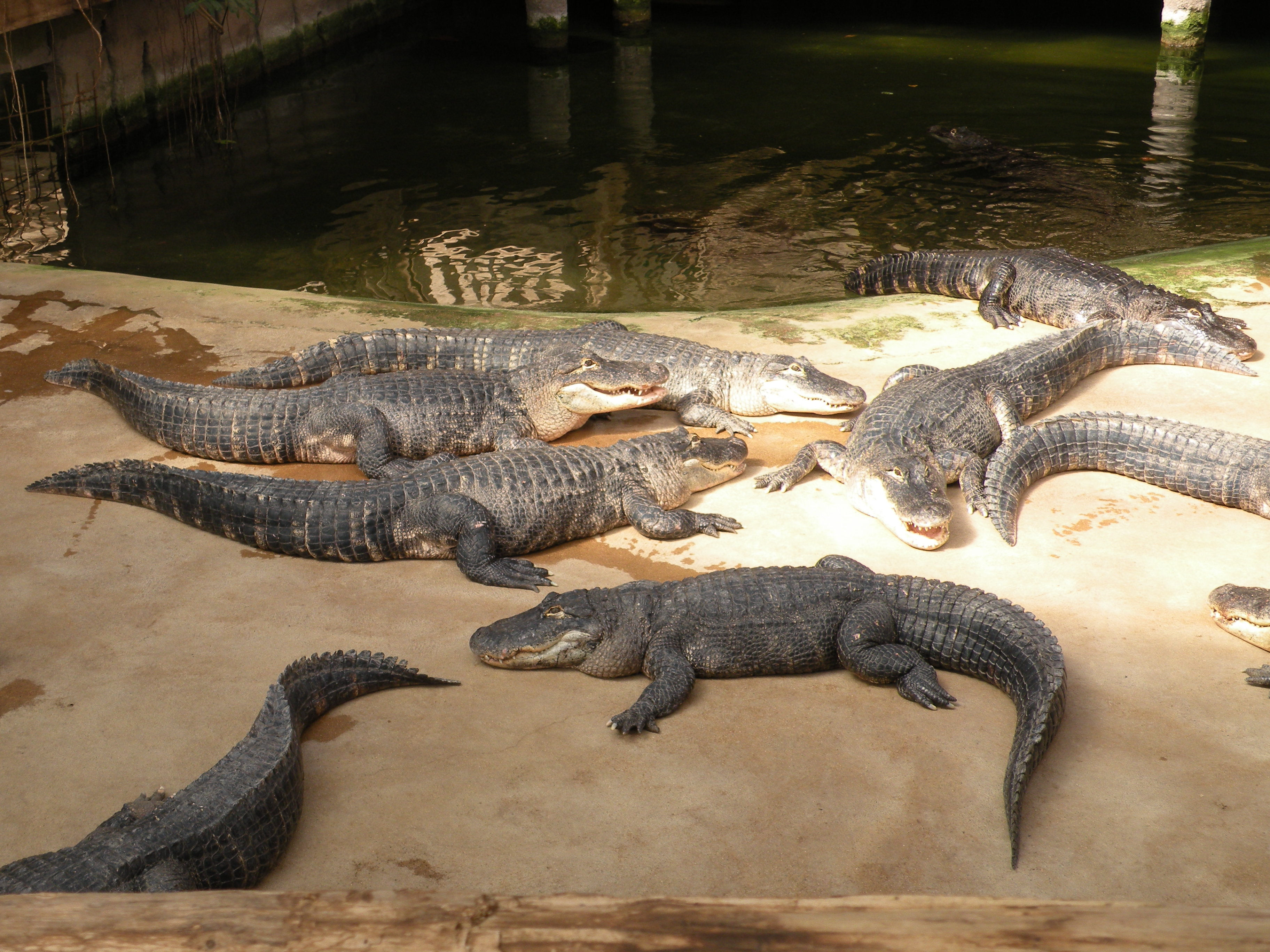
Alligatoren im Tierpark
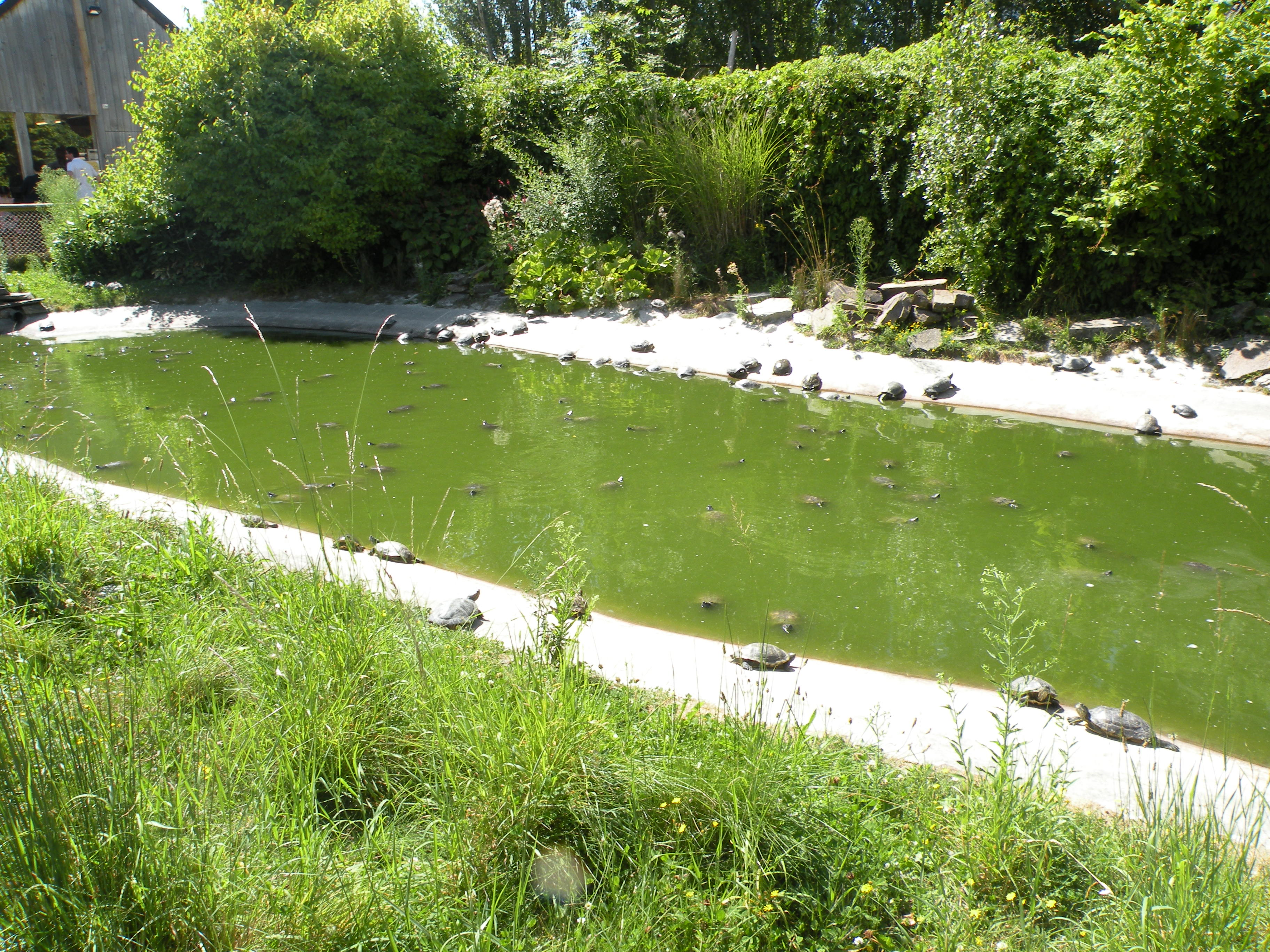
Kleiner Teich in der Parkanlage
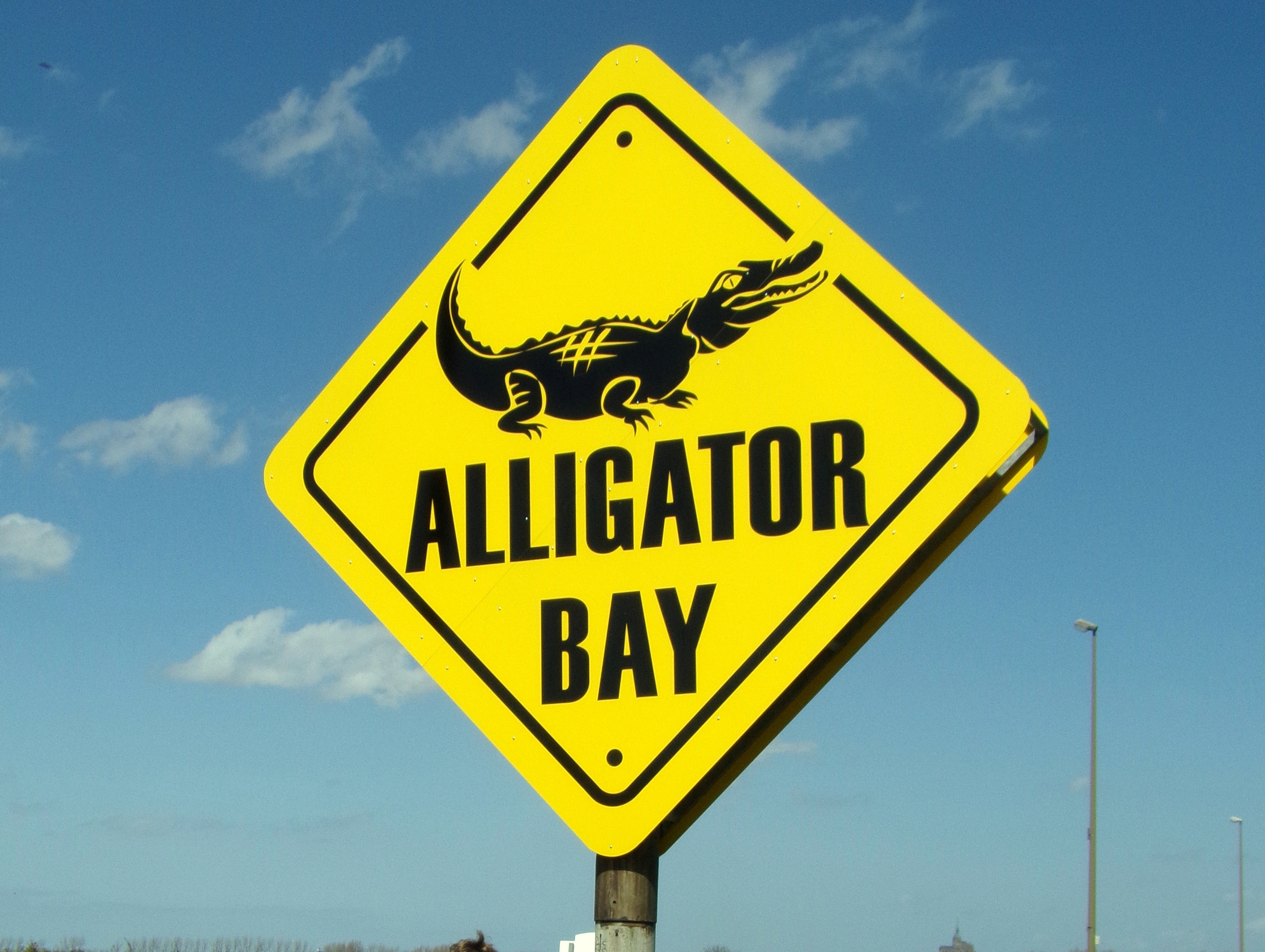
Orientierungstafel